# Bustamante (kommun i Mexiko, Tamaulipas)
Bustamante är en kommun i Mexiko.   Den ligger i delstaten Tamaulipas, i den centrala delen av landet, 400 km norr om huvudstaden Mexico City.
Följande samhällen finns i Bustamante:
- El Llano y Anexas
- La Joya de Herrera
- Plutarco Elías Calles
- San Miguel de Waldo
- El Caracol